# Linea C1 (Cercanías di Madrid)
La linea C1 delle Cercanías di Madrid collega la stazione di Príncipe Pío con quella di Aeropuerto T4 dell'aeroporto di Madrid-Barajas.

## Storia della linea
Dal momento che nel 2008 il tratto precedente è stato assorbito dalle linee C2 e C4, il 22 settembre 2011 venne aperta una nuova linea di Cercanías che raggiungesse l'aeroporto. Si aprì così una linea lunga quasi 24 km e 10 stazioni che collegasse la stazione di Príncipe Pío con l'aeroporto.

## Stazioni
- Príncipe Pío   (Príncipe Pío   )
- Pirámides   (Pirámides )
- Delicias
- Méndez Álvaro    (Méndez Álvaro )
- Atocha         (Atocha )
- Recoletos
- Nuevos Ministerios       (Nuevos Ministerios   )
- Chamartín        (Chamartín  )
- Fuente de la Mora   (Fuente de la Mora )
- Valdebebas
- Aeropuerto T4 (Aeropuerto T4  )